# Encarsia bellottii
Encarsia bellottii är en stekelart som beskrevs av Evans och Castillo 1998. Encarsia bellottii ingår i släktet Encarsia och familjen växtlussteklar.
Artens utbredningsområde är Colombia. Inga underarter finns listade i Catalogue of Life.